# Jonathan Bamba
Jonathan Bamba (Alfortville, Isla de Francia, Francia, 26 de marzo de 1996) es un futbolista marfileño. Juega de centrocampista y su equipo es el Chicago Fire de la Major League Soccer.

## Trayectoria

### Saint-Étienne
Bamba entró a las inferiores del Saint-Étienne en 2011.
Debutó en la Ligue 1 el 25 de enero de 2015 contra el París Saint-Germain, cuando entró en el minuto 82 por Yohan Mollo en la derrota en casa por 1-0. Anotó su primer gol para el club el 20 de septiembre de 2015 al Nantes en la victoria por 2-0 de local.
El 18 de enero de 2016 fue enviado a préstamo al París FC hasta el término de la temporada. Para la temporada 2016-17 fue enviado a préstamo al Sint-Truidense de Bélgica, sin embargo regresó al club francés en la ventana de verano austral. El 4 de enero de 2017, Bamba fue enviado al Angers de la Ligue 1 como préstamo.

### Lille
El 2 de julio de 2018 fichó por el Lille O. S. C. por cinco años. Debutó con el Lille el 11 de agosto de 2018 y anotó el tercer gol en la victoria por 3-1 sobre el Stade Rennais. El 30 de septiembre anotó dos goles en los últimos seis minutos de encuentro en la victoria en casa ante el Olympique de Marsella por 3-0. El centrocampista fue parte del tridente ofensivo junto a Nicoles Pépé y Jonathan Ikoné, que fue denominada "BIP-BIP", en una gran temporada del Lille ese año. Bamba anotó 13 goles en total en la Ligue 1 esa temporada 2018-19 que aseguró el segundo lugar en la tabla final y la clasificación para la Liga de Campeones 2019-20.
Durante esas cinco temporada disputó 200 partidos en los que consiguió 29 tantos y ayudó al club a conquistar la Ligue 1 2020-21.

### Vigo y Chicago
El 18 de julio de 2023 fichó por el Celta de Vigo por tres años. Llegó libre tras expirar su contrato con el Lille O. S. C. Finalmente estuvo una temporada y media, en la que marcó seis goles en los 42 partidos que jugó, y en enero de 2025 fue traspasado al Chicago Fire.

## Selección nacional
Representó a Francia en categorías inferiores.
De origen marfileño, fue convocado por la selección de Costa de Marfil en marzo de 2023 para disputar dos partidos de clasificación para la Copa Africana de Naciones de 2023. Para hacer su debut tuvo que esperar al mes de junio en un encuentro ante Zambia en el que cayeron derrotados.

## Estadísticas
Actualizado al último partido disputado el 9 de agosto de 2025.
| Club | Div.          | Temporada     | Liga  | Liga  | Copas nacionales(1) | Copas nacionales(1) | Copas internacionales(2) | Copas internacionales(2) | Total | Total |
| Club | Div.          | Temporada     | Part. | Goles | Part.               | Goles               | Part.                    | Goles                    | Part. | Goles |
| --- | ------------- | ------------- | ----- | ----- | ------------------- | ------------------- | ------------------------ | ------------------------ | ----- | ----- |
| A. S. Saint-Étienne II Francia | 5.ª           | 2013-14       | 25    | 8     | ―                   | ―                   | ―                        | ―                        | 25    | 8     |
| A. S. Saint-Étienne II Francia | 4.ª           | 2014-15       | 21    | 2     | ―                   | ―                   | ―                        | ―                        | 21    | 2     |
| A. S. Saint-Étienne II Francia | 5.ª           | 2015-16       | 5     | 2     | ―                   | ―                   | ―                        | ―                        | 5     | 2     |
| A. S. Saint-Étienne II Francia | Total club    | Total club    | 51    | 12    | 0                   | 0                   | 0                        | 0                        | 51    | 12    |
| A. S. Saint-Étienne Francia | 1.ª           | 2014-15       | 3     | 0     | 1                   | 0                   | 0                        | 0                        | 4     | 0     |
| A. S. Saint-Étienne Francia | 1.ª           | 2015-16       | 5     | 1     | 2                   | 0                   | 4                        | 0                        | 11    | 1     |
| Paris F. C. Francia | 2.ª           | 2015-16       | 14    | 0     | ―                   | ―                   | ―                        | ―                        | 14    | 0     |
| Paris F. C. Francia | Total club    | Total club    | 14    | 0     | 0                   | 0                   | 0                        | 0                        | 14    | 0     |
| A. S. Saint-Étienne Francia | 1.ª           | 2016-17       | 0     | 0     | ―                   | ―                   | 0                        | 0                        | 0     | 0     |
| Sint-Truidense · Bélgica | 1.ª           | 2016-17       | 8     | 2     | 3                   | 1                   | ―                        | ―                        | 11    | 3     |
| Sint-Truidense · Bélgica | Total club    | Total club    | 8     | 2     | 3                   | 1                   | 0                        | 0                        | 11    | 3     |
| Angers S. C. O. Francia | 1.ª           | 2016-17       | 16    | 3     | 4                   | 0                   | ―                        | ―                        | 20    | 3     |
| Angers S. C. O. Francia | Total club    | Total club    | 16    | 3     | 4                   | 0                   | 0                        | 0                        | 20    | 3     |
| Angers S. C. O. II Francia | 5.ª           | 2016-17       | 1     | 1     | ―                   | ―                   | ―                        | ―                        | 1     | 1     |
| Angers S. C. O. II Francia | Total club    | Total club    | 1     | 1     | 0                   | 0                   | 0                        | 0                        | 1     | 1     |
| A. S. Saint-Étienne Francia | 1.ª           | 2017-18       | 34    | 7     | 3                   | 1                   | ―                        | ―                        | 37    | 8     |
| A. S. Saint-Étienne Francia | Total club    | Total club    | 42    | 8     | 6                   | 1                   | 4                        | 0                        | 52    | 9     |
| Lille O. S. C. Francia | 1.ª           | 2018-19       | 38    | 13    | 3                   | 1                   | ―                        | ―                        | 41    | 14    |
| Lille O. S. C. Francia | 1.ª           | 2019-20       | 26    | 1     | 5                   | 0                   | 6                        | 0                        | 37    | 1     |
| Lille O. S. C. Francia | 1.ª           | 2020-21       | 38    | 6     | 2                   | 0                   | 8                        | 1                        | 48    | 7     |
| Lille O. S. C. Francia | 1.ª           | 2021-22       | 31    | 1     | 2                   | 0                   | 6                        | 0                        | 39    | 1     |
| Lille O. S. C. Francia | 1.ª           | 2022-23       | 34    | 6     | 1                   | 0                   | ―                        | ―                        | 35    | 6     |
| Lille O. S. C. Francia | Total club    | Total club    | 167   | 27    | 13                  | 1                   | 20                       | 1                        | 200   | 29    |
| R. C. Celta de Vigo · España | 1.ª           | 2023-24       | 27    | 3     | 1                   | 2                   | ―                        | ―                        | 28    | 5     |
| R. C. Celta de Vigo · España | 1.ª           | 2024-25       | 12    | 0     | 2                   | 1                   | ―                        | ―                        | 14    | 1     |
| R. C. Celta de Vigo · España | Total club    | Total club    | 39    | 3     | 3                   | 3                   | 0                        | 0                        | 42    | 6     |
| Chicago Fire Estados Unidos | 1.ª           | 2025          | 25    | 4     | 3                   | 1                   | ―                        | ―                        | 28    | 5     |
| Chicago Fire Estados Unidos | Total club    | Total club    | 25    | 4     | 3                   | 1                   | 0                        | 0                        | 28    | 5     |
| Total carrera | Total carrera | Total carrera | 363   | 60    | 32                  | 7                   | 24                       | 1                        | 419   | 68    |
| (1) Incluye datos de la Copa de Francia, la Copa de la Liga de Francia, la Copa de Bélgica, la Supercopa de Francia, la Copa del Rey y la U.S. Open Cup. (2) Incluye datos de la Liga Europa de la UEFA (2015-16) y la Liga de Campeones de la UEFA (2019-20). |               |               |       |       |                     |                     |                          |                          |       |       |

## Palmarés

### Títulos nacionales
| Título               | Club           | País    | Año     |
| -------------------- | -------------- | ------- | ------- |
| Ligue 1              | Lille O. S. C. | Francia | 2020-21 |
| Supercopa de Francia | Lille O. S. C. | Francia | 2021    |

### Títulos internacionales
| Título                    | Equipo          | Sede            | Año  |
| ------------------------- | --------------- | --------------- | ---- |
| Copa Africana de Naciones | Costa de Marfil | Costa de Marfil | 2023 |